# KZ Bruttig-Treis

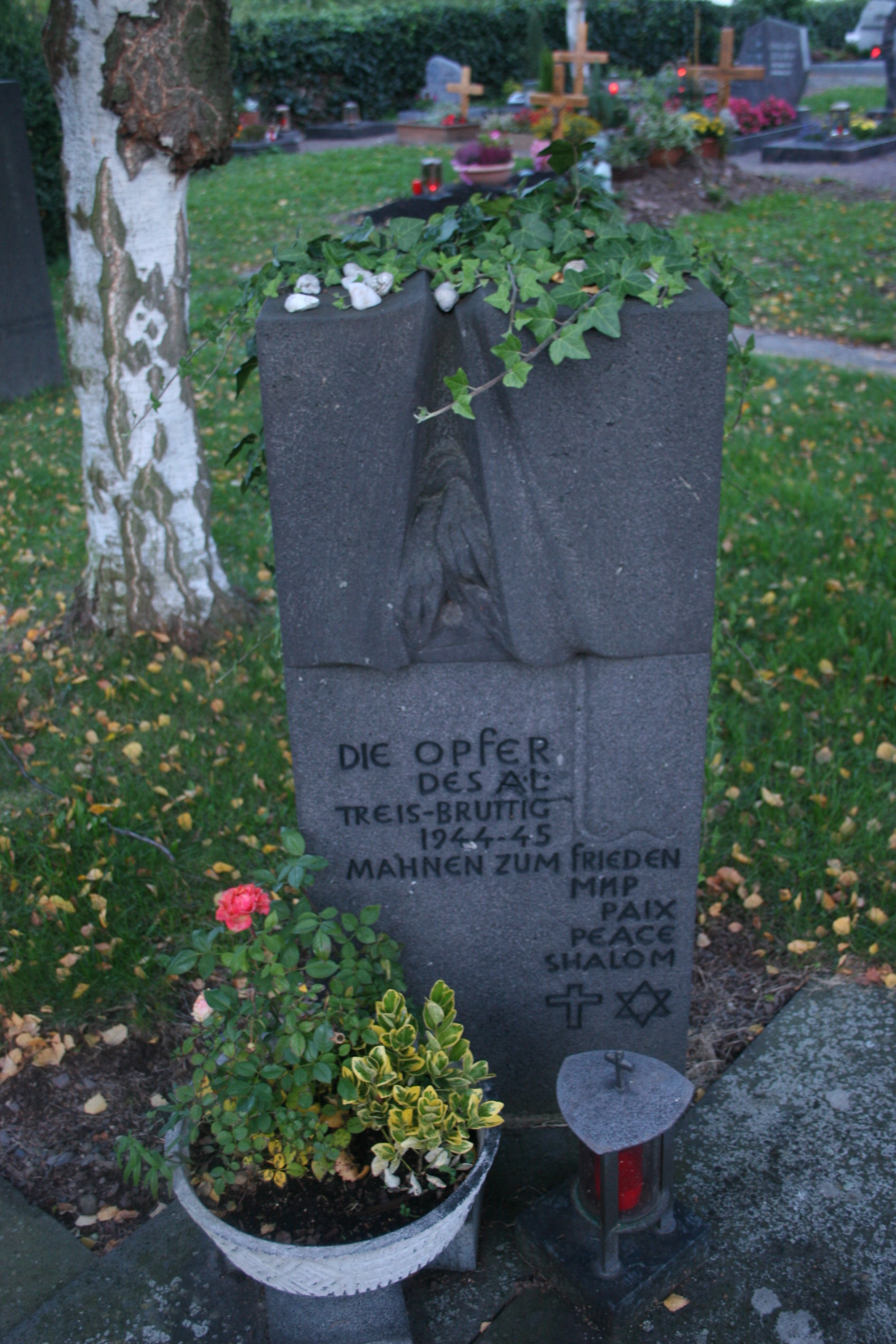
Gedenkstein auf dem Friedhof in Bruttig

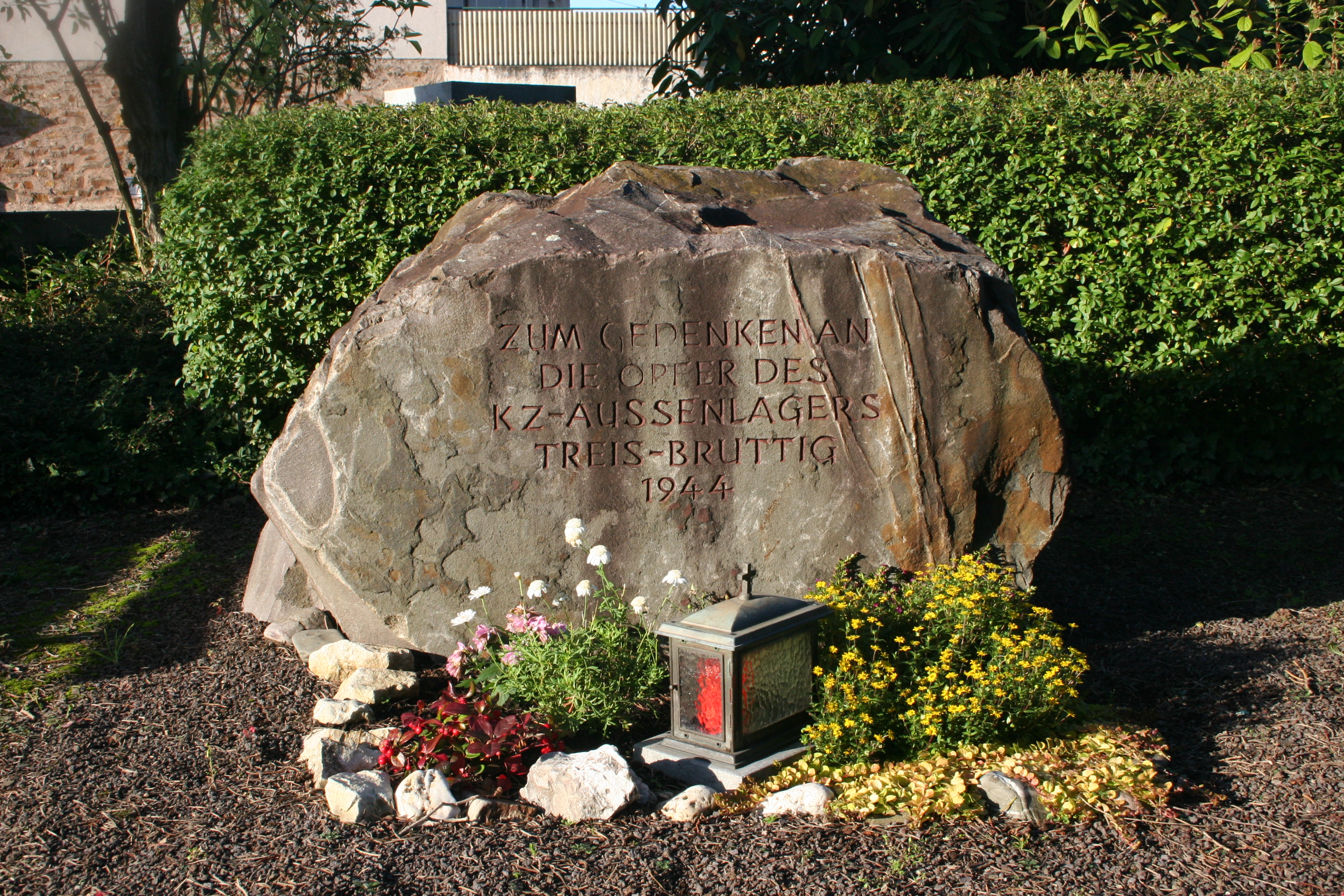
Gedenkstein auf dem Friedhof in Treis

Das KZ Bruttig-Treis war ein Außenlager des Konzentrationslagers Natzweiler-Struthof. Es wurde im Jahre 1944 angelegt, um Tunnelarbeiten zum Ausbau einer unterirdischen Produktionsanlage umzusetzen. Das Lager bestand zwischen dem 10. März und dem 14. September 1944.

## Ausgangssituation
Zwischen den rheinland-pfälzischen Orten Bruttig und Treis befand sich ein ungenutzter Eisenbahntunnel, der ursprünglich den Moselbogen bei Cochem für eine geplante Eisenbahnstrecke abkürzen sollte. Diese Strecke wurde jedoch nie gebaut, stattdessen im Tunnel über Jahre eine Champignonzucht betrieben. Aufgrund der sich zuspitzenden militärischen Situation entschied die Führung des NS-Regimes, den Tunnel auszubauen und kriegswichtige Industrien in der bombensicheren Konstruktion unterzubringen. Unter dem Tarnnamen WIDU GmbH sollte die Robert Bosch GmbH eine unterirdische Fabrik für Zündkerzen und sonstiges elektronisches Zubehör für die Flugzeugindustrie erstellen. Das Gesamtprojekt erhielt die Decknamen Zeisig bzw. A7.
Es war geplant, in der 2565 Meter langen Tunnelröhre eine Nutzfläche von 21.000 m² zu schaffen. SS-General Hans Kammler, der maßgeblich für die Umsetzung dieses Projektes verantwortlich war, plante, hier unter anderem 550 Tonnen Baueisen, 275 Tonnen Maschineneisen und 1500 Tonnen Zement sowie 200.000 Ziegelsteine zu verarbeiten. Die Baukosten wurden auf 3,5 Millionen Reichsmark geschätzt. Mit den Arbeiten wurde der Ingenieur Remagen aus dem Architekturbüro Heese in Berlin beauftragt. Der Bauauftrag erging an die Firma Fix aus Dernau.
Aufgrund des kriegsbedingten Arbeitskräftemangels entschied sich das NS-Regime, für die Bauarbeiten Zwangsarbeiter einzusetzen. Das Projekt unterstand der SS, die ihre lokale Zentrale im benachbarten Cochem eingerichtet hatte. Das Kommando hatte SS-Hauptsturmführer Gerrit Oldeboershuis, der nur Oldenburg genannt wurde, sein Vertreter war SS-Untersturmführer Karl-Heinz Burckhardt. Insgesamt waren in der Zentrale in Cochem 18 SS-Männer tätig.
Es war von vornherein nicht vorgesehen, die Häftlinge in der Produktion einzusetzen. Dieses war Facharbeitern von Bosch sowie ausländischen Zwangsarbeitern vorbehalten. Die Häftlinge sollten hauptsächlich im Baubereich eingesetzt werden, also für den Ausbau des Tunnels, die Errichtung der Nebenanlagen, der Zufahrten und der eigentlichen Lagerkomplexe in Treis und in Bruttig. Einige wurden auch zu Verladearbeiten am Bahnhof Cochem herangezogen.

## Baubeginn
Am 10. März 1944 trafen in Zellenwagen 300 Häftlinge des elsässischen Konzentrationslagers Natzweiler-Struthof in Cochem ein. Es handelte sich überwiegend um französische Gefangene, aber auch Belgier, Holländer, Luxemburger, Norweger, Russen, Polen, Ukrainer, Griechen, Italiener, Spanier und einige Reichsdeutsche wurden nach Bruttig geschickt. Nach Zeugenaussagen überquerten diese in langen Kolonnen und unter Beobachtung fast aller Bürger Cochems die Brücke nach Cond.
Da keinerlei Vorbereitungen zur Unterbringung der Gefangenen getroffen worden waren, wurde ein leer stehendes Gasthaus in Bruttig requiriert, mit einem Stacheldrahtzaun versehen und dort die KZ-Insassen eingesperrt. Das Gebäude reichte jedoch nur für die Hälfte der KZ-Häftlinge, die übrigen 150 Personen überquerten am folgenden Tag den Berg nach Treis, wo sie in ähnlicher Weise einquartiert wurden. Dies stellte nach offiziellen Berichten den Beginn des Konzentrationsaußenlagers Bruttig-Treis dar. Ein Teil der Personen musste jeweils einen Lagerkomplex in beiden Orten auf dem Bahndamm in Ortsrandlage errichten. Diese wurden im Laufe des Aprils fertiggestellt und die Häftlinge aus den Provisorien dorthin umquartiert.
Das Außenlager erreichte am 24. Juli 1944 mit 1527 Häftlingen seine größte Gesamtbelegung. Insgesamt wurden dem Lager Bruttig-Treis mehr als 2000 Gefangene zugewiesen.

## Lagersituation

Lage von Trasse und Treiser Tunnel, Messtischblatt von 1940

Die Arbeiten fanden im Tunnel unter unmenschlichen Bedingungen statt. Speziell in der ersten Phase wateten die Zwangsarbeiter im hüfthohen Schlamm und befreiten die Tunnelröhre von den Resten der ehemaligen Pilzzucht. Da ihnen Ersatzkleidung fehlte, mussten sie nachts in der nassen Häftlingsuniform schlafen.
Die Ernährung der schwer arbeitenden Häftlinge bestand nur aus einer dünnen Suppe. Versuche, eine zweite Ration zu erhalten, wurden mit Prügeln bestraft. Um nicht zu verhungern, aßen die Lagerinsassen Gras und Schnecken. „Eine Schnecke pro Tag verlängert das Leben um einen Tag“ war eine von einem Lagerinsassen ausgegebene Devise.
Aufgrund der schlechten Ernährung brach im Lager die Ruhr aus. Diese schwächte die Häftlinge zusätzlich zur harten Arbeit. Gleichzeitig stellte die SS ihnen pro Nacht nur einen Eimer für Fäkalien zur Verfügung, der lediglich einmal morgens geleert werden durfte.

## NN-Gefangene
Bei der Auswahl von Gefangenen war der SS im KZ Natzweiler-Struthof ein Fehler unterlaufen. Sie hatten NN-Gefangene nach Bruttig geschickt. „NN“ als Abkürzung für „Nacht und Nebel“ weist darauf hin, dass niemand über ihren Verbleib erfahren sollte. Zu dieser Gruppe gehören beispielsweise Widerstandskämpfer. Wurden diese nicht sofort nach ihrer Ankunft ermordet, so setzte man sie furchtbaren Schikanen aus. Solche Gefangene durften nicht in Außenlager geschickt werden.
Als der SS in Natzweiler-Struthof ihr Fehler bewusst wurde, erging sofort der Befehl an das Außenlager, sämtliche dort vorhandenen NN-Häftlinge zurückzuschicken. Dieser Befehl erreichte das Lager Anfang April 1944 und wurde am 8. April ausgeführt. Der Transport von abgemagerten, mit Exkrementen beschmutzten, teilweise nackten und zu Skeletten abgemagerten französischen Gefangenen verließ den Bahnhof in Cochem. Von den 150 Häftlingen überlebten 40 den ersten Monat nicht.

## Sadismus und Brutalität gegenüber Gefangenen
Zeugen berichten über extreme Brutalität der SS gegenüber den Zwangsarbeitern. So schildern sie, dass sechs ergriffene französische Häftlinge nach einem misslungenen Fluchtversuch am Karfreitag hingerichtet wurden. Zwei von ihnen wurden an diesem Tage gekreuzigt, wobei die übrigen Gefangenen dem langsamen Sterben zusehen mussten.
Außerdem schildern Zeugen von einer Lieblingsbeschäftigung der SS, dem Baumhängen, bei dem der Betroffene mit am Rücken zusammengebundenen Händen an den Armen hochgezogen wird.
Eine gebräuchliche Strafe z. B. für das Essen von Gras war die Prügelstrafe auf dem Prügelbock. Hierbei musste der Häftling die Zahl der Stockschläge selber laut zählen. Verzählte er sich, begann die Strafe von vorne.
Zeugen schildern, dass es eine beliebte Beschäftigung der SS war, Weinflaschen auf den Boden zu werfen und die Gefangenen barfuß über die Scherben laufen zu lassen.
Am Wochenende gab es im „Hotel Wildburg“ Feiern der SS, bei denen Gefangene aus Spaß gehängt wurden, wobei man sich über das Verhalten der Sterbenden lustig machte. In die Folterbaracke des Bruttiger Lagers wurden Gefangene mit einem Strick geschickt und dort gezwungen, sich selbst zu erhängen.

## Massenausbruch
Ende April 1944 kam es zu einem Massenausbruch russischer Häftlinge. Diese waren am 6. April 1944 in das Außenlager zusammen mit polnischen KZ-Häftlingen gebracht worden. Über die genaue Zahl der Flüchtlinge liegen unterschiedliche Daten vor. Lagerunterlagen weisen auf 21 Personen, Prozessprotokolle sprechen von 60 geflohenen Insassen. Acht Flüchtlingen scheint die Flucht gelungen zu sein, 13 wurden in der nahen Umgebung aufgegriffen. Zeugen schildern, dass ein gefasster Häftling von einem SS-Mann mit einem Spaten, den ein Anwohner ihm reichte, niedergeschlagen wurde.
Der Massenausbruch führte zu einem Wechsel in der Lagerleitung. Rudolf Beer wurde durch den SS-Obersturmführer Walter Scheffe ersetzt.
Am 20. Juni 1944 wurden sämtliche 13 Gefangenen durch die Hand von Mithäftlingen erhängt. Diese erhielten als Belohnung ein Stück Brot.

## Verhalten der Bevölkerung
Die KZ-Häftlinge sollten keinerlei Kontakt zur Zivilbevölkerung unterhalten. Trotzdem gelang es immer wieder, den Zwangsarbeitern z. B. Obst oder Brot zu geben. Dieses wurde von den Anwohnern auf Pfählen oder Mauern deponiert, an denen die Häftlingskolonnen täglich vorbei marschierten. Das Verhalten war nicht ungefährlich, da die Bevölkerung hierfür schwer bestraft wurde. In einigen Fällen wurden Helfer zu Zwangsarbeitern.

## Auflösung des Lagers
Im Juni 1944 kam es zu einem erneuten Wechsel der Lagerführung. SS-Untersturmführer Heinrich Wicker übernahm diese Position. Die Brutalität des damals 23-Jährigen überstieg die von Walter Scheffe noch. Wicker behielt diese Position bis zur Evakuierung des Lagers im September 1944.
Am 14. September 1944 erging der Befehl, das Lager zu räumen. Auf einem mit 50 Häftlingen und einer bewaffneten Begleitung beladenen Lkw wurden die Häftlinge zum Güterbahnhof nach Cochem transportiert. Am 15. September 1944, die Gefangenen befanden sich bereits mehr als einen Tag in den verschlossenen Waggons, brachte sie der Zug in das Konzentrationslager Nordhausen  und von dort in das Lager Ellrich-Juliushütte im Südharz.
Nach Ende des Krieges dienten die Lagergebäude der vorübergehenden Unterbringung von Zwangsarbeitern. Einige wurden später als Wohn-, Geschäfts- oder Lagerhäuser weiter genutzt.

## Gedenkstätte
Es existiert bis heute keine Gedenkstätte für die Opfer des Konzentrationsaußenlagers Bruttig-Treis. Die letzten Gebäude des Lagers in Treis wurden Mitte der 1980er-Jahre geschleift; an ihrer Stelle wurde ein Baumarkt errichtet. Auf den Friedhöfen von Bruttig und von Treis wurden jeweils Gedenksteine errichtet. Der regionale Verband der Partei Die Linke setzte Ende 2010 eine Arbeitsgruppe ein mit dem Bestreben, am Bahnhof Cochem eine Gedenktafel anzubringen.